# Elov Persson
Pour les articles homonymes, voir Persson.
Elov Persson (né le 10 juillet 1894 à Hästbo et mort le 9 juillet 1970 à Torsåker) est un auteur de bande dessinée suédois créateur des séries à succès Kronblom (sv), en 1927, et Agust och Lotta (sv) en 1928. Ces deux séries sont toujours publiées en 2022. Persson a été en 1965 le premier lauréat du Prix Adamson récompensant un auteur de bande dessinée suédois pour son œuvre.

## Distinction
- 1965 : Prix Adamson du meilleur auteur suédois pour l'ensemble de son œuvre